# Швейцарці за кордоном

Федеральний департамент закордонних справ (FDFA) піклується про швейцарців, які проживають за кордоном.

Карта швейцарської діаспори в світі (включає походження).
+ 1,000
+ 10,000
+ 100,000
Switzerland

## Зв'язок із Швейцарцями
FDFA надає чотири різні способи публікації зі швейцарцями, які проживають за кордоном. Ці послуги включають: голосування та виборче право, консульські послуги, Організацію швейцарського кордону (ОСА) та швейцарський ревю.
Послуга «Itineris [Архівовано 8 березня 2022 у Wayback Machine.]», що надається FDFA, доступна всім швейцарцям за кордоном. 

## Швейцарські експатріантські регіони
- Станом на 31 грудня 2016 року за кордоном було зареєстровано 774 923 громадянина Швейцарії  (+ 21 784 у порівнянні з 2015). Для довідки, у 2007 році загалом 668 107 громадян Швейцарії (10,0%) були зареєстровані як проживаючі за кордоном.

- більшість (71,5%)  з них мала громадянство іншої країни Європейської економічної зони, а саме Франції, Німеччини, Бельгії, Італії або Великої Британії або були громадянами США, Канади, Австралії або Нової Зеландії. Швейцарські євреї утворюють невелику групу в Ізраїлі.

Нижче наведена статистика:
- інформація взята зі статистики 31 грудня 2016 року
- дані за 2015 рік відображаються в дужках ()
- +/- вказує суму, на яку показник збільшився або зменшився в порівнянні з попереднім роком; показник попереднього року відображається відразу після цього.

### Загалом
- 774 923 швейцарців за кордоном
- Використані дані взято зі статистики за 2016 рік, наданої Федеральним департаментом закордонних справ . [1]

У наступних десяти країнах найвище населення Швейцарців за кордоном:
| Країна                | громадяни Швейцарії |
| --------------------- | ------------------- |
| Франція               | 220 730             |
| Німеччина             | 94 000              |
| Бельгія               | 82 192              |
| Сполучені Штати       | 81 076              |
| Італія                | 51 895              |
| Канада                | 40 280              |
| Об'єднане Королівство | 34 971              |
| Іспанія               | 25 168              |
| Австралія             | 25 148              |
| Ізраїль               | 19 433              |

### Африка
| Країна          | громадяни Швейцарії |
| --------------- | ------------------- |
| Південна Африка | 9 132               |
| Туніс           | 1627                |
| Марокко         | 1606                |
| Єгипет          | 1543                |
| Кенія           | 960                 |

### Азії
| Країна                     | громадяни Швейцарії |
| -------------------------- | ------------------- |
| Ізраїль                    | 19 433              |
| Таїланд                    | 9 377               |
| Філіппіни                  | 3632                |
| Сінгапур                   | 3258                |
| Об'єднані Арабські Емірати | 3099                |

#### Бруней
Сюзанна Рахаман Ебі (1954 р.н., Фрайбург), колишня медсестра, є матір'ю Пенгірана Анак Сари, дружини наслідного принца Брунею Аль-Мухтаді Білла . 

#### Китай
- 1714 швейцарців

#### Гонконг
- 2275 швейцарців

#### Філіппіни
- 3623 швейцарців

#### Шрі Ланка
Компанія Schweizerischer Hülfsverein на Цейлоні була заснована 15 вересня 1933 року. Спочатку її основною метою було надання допомоги громадянам Швейцарії, які цього потребують. У 1956 році швейцарське коло Коломбо було створено для сприяння громадській діяльності серед швейцарських громадян на Цейлоні. Зараз він відомий як Швейцарське коло Шрі-Ланки. 

### Європа
- 482 194 (+14 530, 467 664) швейцарців

#### Албанія
- 76 швейцарців

#### Австрія
- 16 602 швейцарців

#### Франція
- 200 730 швейцарців

Найбільша кількість швейцарських іммігрантів прибула до Франції між 1850-ми і 1930-ми роками. Багато з них оселилися в Ельзасі і в містах Париж, Марсель і Ліон . 
| Швейцарська імміграція до Франції з 1851 по 1936 рік </br> Джерело: Quid 2003, с. 624, б. |          |          |          |          |          |          |          |
|                                                                                           | Рік      |          |          |          |          |          |          |
| Національність                                                                            | 1851 рік | 1891 рік | 1901 рік | 1921 рік | 1926 рік | 1931 рік | 1936 рік |
| швейцарська                                                                               | 25 485   | 83 117   | 72 047   | 90 000   | 123 119  | 98 000   | 79 000   |

#### Німеччина
- 94 000 швейцарців

#### Італія
- 51 895 швейцарців

#### Росія
Значна еміграція швейцарців до Російської імперії відбулася з кінця 17-го до кінця 19-го століття. Наприкінці 18 і на початку 19 століття швейцарські фермери утворили такі колонії, як Шаба ( Бессарабія, на Дністровському Лимані, нині частина України ). Російсіяно-Швейцарці загалом процвітали, частково злившись з німецькою діаспорою. Станом на кінець 2016 року в Росії проживає 776 громадян Швейцарії.

#### Іспанія
- 25 168 швейцарців

#### Об'єднане Королівство
- 34 971 швейцарців

### Північна Америка

#### Канада
- 40 280 громадян

#### Мексика
- 5489 громадян

#### Антигуа і Барбуда
- 36 громадян Швейцарії

#### Сполучені Штати
- 81 075 швейцарців

Першим швейцарцем на території нинішньої території США був Теобальд фон Ерлах (1541–1565).  До 1820 року приблизно від 25 000 до 30 000 швейцарців увійшли до Британської Північної Америки. Більшість із них оселилися на території нинішньої Пенсільванії, а також Північної та Південної Кароліни .
Більшість швейцарців віддавали перевагу селам Середнього Заходу та Тихоокеанського узбережжя, де італомовні швейцарці відігравали значну роль у культурі виноградарства Каліфорнії.  Швейцарська імміграція зменшилася після 1930 року через Велику депресію та Другу світову війну.
У 1999 році Нью-Гларус, штат Вісконсин, був обраний майбутнім домом для Швейцарського центру Північної Америки, культурного центру, присвяченого збереженню та святкуванню швейцарської культури. Новий Гларус був обраний через його центральне розташування та велику концентрацію американців швейцарського походження в околицях. Кошти на центр надійшли від Департаменту житлового та міського розвитку США, штату Вісконсин, кантону Гларус та корпорацій, зокрема General Casualty Insurance, Nestlé USA, Novartis, Phillip Morris Europe та Victorinox .

### Океанія
- 32 316

#### Австралія
- 25 148 швейцарців

В Австралії проживає понад 20 000 людей швейцарського походження. 

#### Нова Зеландія
- 6925 громадян

### Південна Америка

#### Аргентина
- 15 816 швейцарців

До 1940 року близько 44 000 швейцарців емігрували до Аргентини, оселившись в основному в провінціях Кордова і Санта-Фе, і в меншій мірі в Буенос-Айресі . У 1856 році колоніальна ферма Есперанса була заснована в Санта-Фе, ставши матір'ю сільськогосподарських колоній в Аргентині, і, таким чином, розпочавши тривалий процес європейської колонізації та імміграції на аргентинську землю. За поточними оцінками, в Аргентині проживає 150 000 швейцарських нащадків. 

#### Бразилія
- 15 321 швейцарців
- До 500 000 швейцарських нащадків.

Історія імміграції швейцарців до Бразилії почалася із заснування колонії Нова Фрібурго  у 1819 році. Nova Friburgo була першою колоніальною компанією, на яку уклав контракт португальський уряд. Колоністи-іммігранти писали листи для публікації в швейцарських газетах того періоду, і ці документи розкривають сприйняття, інформацію та очікування мігрантів. 
4 липня 1819 року 1088 швейцарців, у тому числі 830 з кантону Фрібург, вирушили з Еставайєр-ле-Лак на озеро Невшатель. Серед них були Жан-Клод Маршон, його дружина Марі Простазі Шаванназ Маршон, його брат Антуан Маршон і наречена Маріанна Елізабет Клерк. Спочатку вони поїхали до Базеля, місця зустрічі швейцарської трансміграції до Бразилії. А потім 2000 швейцарців по річці Рейн їдуть до Голландії і після багатьох перипетій відправляються з Сент-Гравенділя, поблизу Дордрехта, в Дафні, щоб перетнути Атлантичний океан, 11 вересня. Вони прибули в Ріо-де-Жанейро 4 листопада, провели 55 днів, дуже вдалий час для епохи. І, нарешті, 15 листопада 1819 року вони прибувають до Морро-Кеймадо (Спалена гора) – близько 12000 кілометрів за 105 днів, приблизно 114 кілометрів на день. 

#### Чилі
- 5366 швейцарців
- Від 90 000  до 100 000 нащадків.

Відсоток швейцарців у Чилі невеликий, незважаючи на відносно велику кількість людей. Це пояснюється тим, що їх мовні та культурні характеристики зазвичай плутають з німцями, італійцями та французами . Швейцарська міграція до Чилі відбулася в кінці дев’ятнадцятого століття, між 1883 і 1900 роками, особливо в районі Арауканія, особливо у Вікторії та Трайгені. За оцінками, понад 8 тис. сімей отримали землю. 
У період з квітня 1876 року по травень 1877 року в район Магеллана ( Пунта-Аренас і Прісна Вода) прибув контингент швейцарських іммігрантів, що складався з 119 сімей, в основному селяни з кантону Фрібург . 
Пізніше, в період з 1915 по 1950 рік, був останній зареєстрований масовий вихід швейцарців до Чилі. 30 000 людей оселилися в центральній частині країни, в першу чергу в Сантьяго і Вальпараїсо .  Зараз у Чилі проживає 5 000 швейцарських громадян і від 90 000 до 100 000 швейцарських нащадків. 

#### Колумбія
- 2627 швейцарців

#### Венесуела
- 1449 швейцарців

## Родовід
Швейцарське походження або часткове походження:
| Країна                   | Населення (часткове походження) | % країни |
| ------------------------ | ------------------------------- | -------- |
| швейцарський американець | 997 233                         | 0,3%     |
| Швейцарський аргентинець | 15 000 і більше                 | 0,75%    |
| швейцарський канадець    | 146 830                         | 0,4%     |
| швейцарський чилієць     | 100 000                         | 0,6%     |
| швейцарський бразильець  | 80 000 або більше               | 0,04%    |
| швейцарський австралієць | 28 947                          | 0,1%     |

## Дивіться також
- Зовнішні відносини Швейцарії
- швейцарці
- Демографічні показники Швейцарії